# Miklós Radnóti

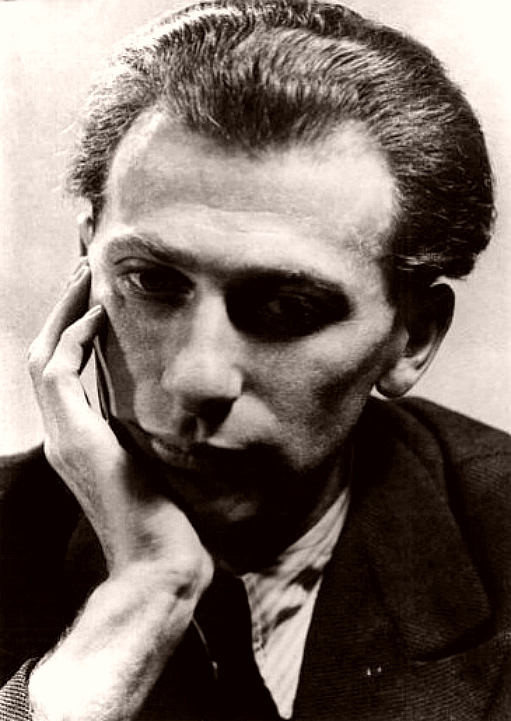
Miklós Radnóti (um 1935)

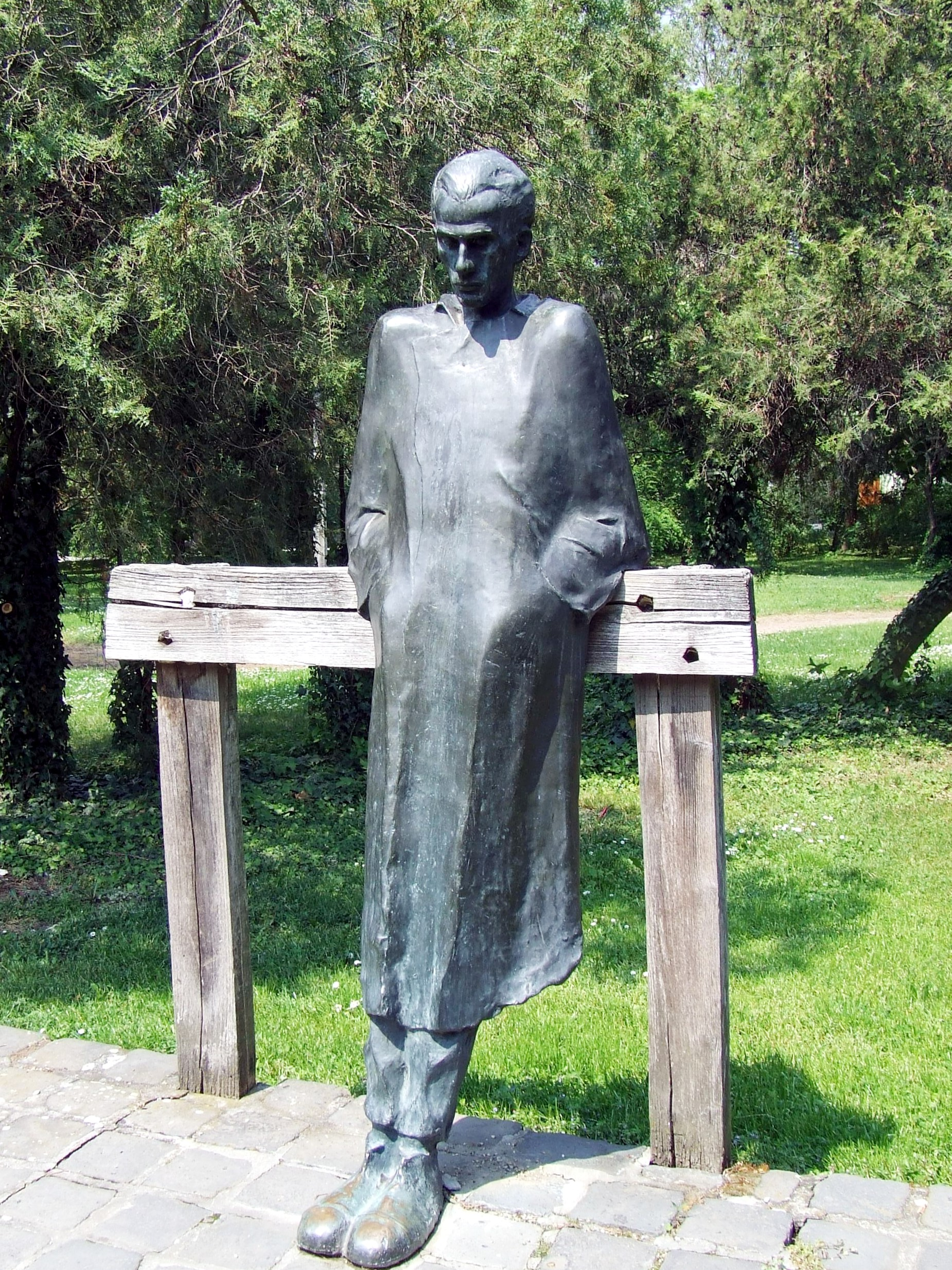
Statue in Mohács von Imre Varga (1970)

Miklós Radnóti (auch Radnói, Radnóczi, geboren als Miklós Glatter, 5. Mai 1909 in Budapest, Österreich-Ungarn; gestorben 4. November oder 9. November 1944 bei Abda nahe Győr) war ein jüdischer ungarischer Dichter, der während des Holocaust umkam. Er gilt als einer der größten ungarischen Lyriker des 20. Jahrhunderts.

## Leben

### Name, Herkunft, frühe Jahre
Miklós Glatter entstammte einer integrierten jüdischen Familie: Sein Vater Jakob (Jakab) Glatter (1874–1921) war Handelsreisender, sein Großvater Jónás Glatter, Wirtshausbesitzer in Felvidék, Kreis Gömör, hatte ein Gasthaus in Radnót, vonwo der Enkel seinen Namen "Radnóti" ableitete. Bei seiner Geburt in der Kádár utca 8 in Budapest verlor Miklós seine Mutter Ilona Grósz (1881–1909) und seinen namenlos gebliebenen Zwillingsbruder. Radnóti erfuhr davon erst, als er 12 Jahre alt war, das Trauma verarbeitete er in seiner Sammlung "Ikrek hava" (Monat der Zwillinge), 1939.
Der Vater heiratete erneut, und zwar 1911 Ilona Molnár (1885–1944), eine Jüdin aus Siebenbürgen. Die Stiefmutter liebte Miklós, als wäre er ihr eigenes Kind. Ähnlich tief verbunden war er auch mit seiner fünf Jahre jüngeren Halbschwester Ági (Ágika), die später unter dem Namen Ágnes Erdélyi (1914–1944) als Journalistin und Romanautorin bekannt wurde. Dass beide nicht Mutter bzw. Vollschwester waren, erfuhr Miklós erst nach dem Tod des Vaters. Beide Frauen wurden 1944 in Auschwitz ermordet.
Der Vater starb, als Miklós zwölf Jahre alt war, am 21. Juli 1921 an einem Schlaganfall. Er wuchs ab nun bei Verwandten auf, sein Onkel Dezső Grósz, ein wohlhabender Textilhändler, ermutigte ihn, die Geschäfte der Familie zukünftig weiter zu führen. So verfolgte Miklós nach dem Abitur 1927 zunächst eine kaufmännische Ausbildung und nahm eine Stelle im Großhandelsunternehmen seines Onkels an.
In einer autobiographischen Skizze schrieb Radnóti 1940 über diese Anfänge: Ich bin ein Zwillingskind, mein jüngerer Bruder und meine Mutter starben, als ich geboren wurde. Meine Mutter wurde durch die Geburt von Zwillingen getötet, ihr Herz hielt es nicht aus, mein jüngerer Bruder war schwach, ich saugte ihm die Lebenskraft aus. Ich war zwölf Jahre alt, mein Vater ist auch gestorben. Ich kannte meine Mutter nicht, ich erinnere mich kaum an meinen Vater, ich habe nur ein paar scharfe, aber unzusammenhängende Bilder und Erinnerungen an ihn... 

### Erste Veröffentlichungen
Radnótis erste Veröffentlichung, ein Prosastück Mi szeretnék lenni ("Was ich sein will"), erschien am 15. September 1925 in der Studentenzeitung Új Századok ("Neue Jahrhunderte"). Im Herbst 1926 lernte er in der Wohnung seines Mathematiklehrers Károly Hilbert seine zukünftige Frau, die 14-jährige Fanni Gyarmati kennen, die den Privatunterricht von Hilberts Frau in Mathematik besuchte. Gemeinsam schlossen sie sich dem ungarischen Jugendliteraturkreis Balassa Bálint an.
1928 veröffentlichte Radnóti seine ersten Gedichte in einer mit Freunden gegründeten Literaturzeitschrift. 1930 erschien seine erste Gedichtsammlung "Pogány köszöntő" (Heidnischer Gruß), die den Einfluss des französischen Expressionismus widerspiegelte und soziale Ungerechtigkeiten angriff. Im selben Jahr begann er sein Studium und hörte ungarische und französische Literatur an der Universität von Szeged.
1930 kam Radnóti in den Kreis des Dichters Sándor Sík, einem piaristischen Geistlichen, Literaturprofessor und späteren Kossuth-Preisträger (1948), dessen Mutter Flóra Winternitz ebenfalls jüdischer Herkunft gewesen war. Dieser, der ihn wie einen Sohn behandelte, sollte großen Einfluss auf ihn ausüben: auf langen gemeinsamen Spaziergängen an den Ufern der Theiß und in Seminaren, die Sík im Piaristenkloster abhielt, wurde auch der Grundstein für die Konversion Radnótis zur katholischen Kirche gelegt. Großen Einfluss übte auch der Literaturhistoriker und Sprachwissenschaftler Béla Zolnai aus, der schließlich Radnótis Taufpate wurde.
1931 erschien sein nächstes Buch "Újmódi pásztorok éneke" (Lied neumodischer Hirten). Es wurde wegen angeblicher Obszönität von der Staatsanwaltschaft konfisziert. Er verbrachte drei Monate in Paris, wo er die Exposition coloniale besuchte. Hier übersetzte er afrikanische Gedichte und Märchen. Ab 1934 nach Abschluss seines Studiums versuchte er mit wenig Erfolg, eine Stelle als Lehrer für ungarische Literatur zu finden. Er arbeitete als Übersetzer und Privatlehrer. Damals unterstützte ihn Babits Mihály, der Redakteur der literarischen Zeitschrift Nyugat. Seine Werke wurden hier erstmals unter dem Namen Miklós Radnóti veröffentlicht. Den Namen wählte er nach dem Geburtsort seines Vaters.
1935 heiratete er Fanni Gyarmati ("Fifi", 1912–2014) und beide zogen nach Budapest. In den folgenden Jahren erschienen mehrere Gedichtbände.
1937 folgte eine Auslandsreise nach Frankreich, wo er Kontakte zu linksgerichteten Parteien knüpfte. Bereits seit Anfang der 1930er Jahre war er Mitglied der illegalen Ungarischen Kommunistischen Partei.
Der spanische Bürgerkrieg und der Tod des Dichters Federico García Lorca übten einen tiefen Einfluss auf ihn aus, und er begann sich mehr auf Übersetzungen zu konzentrieren.

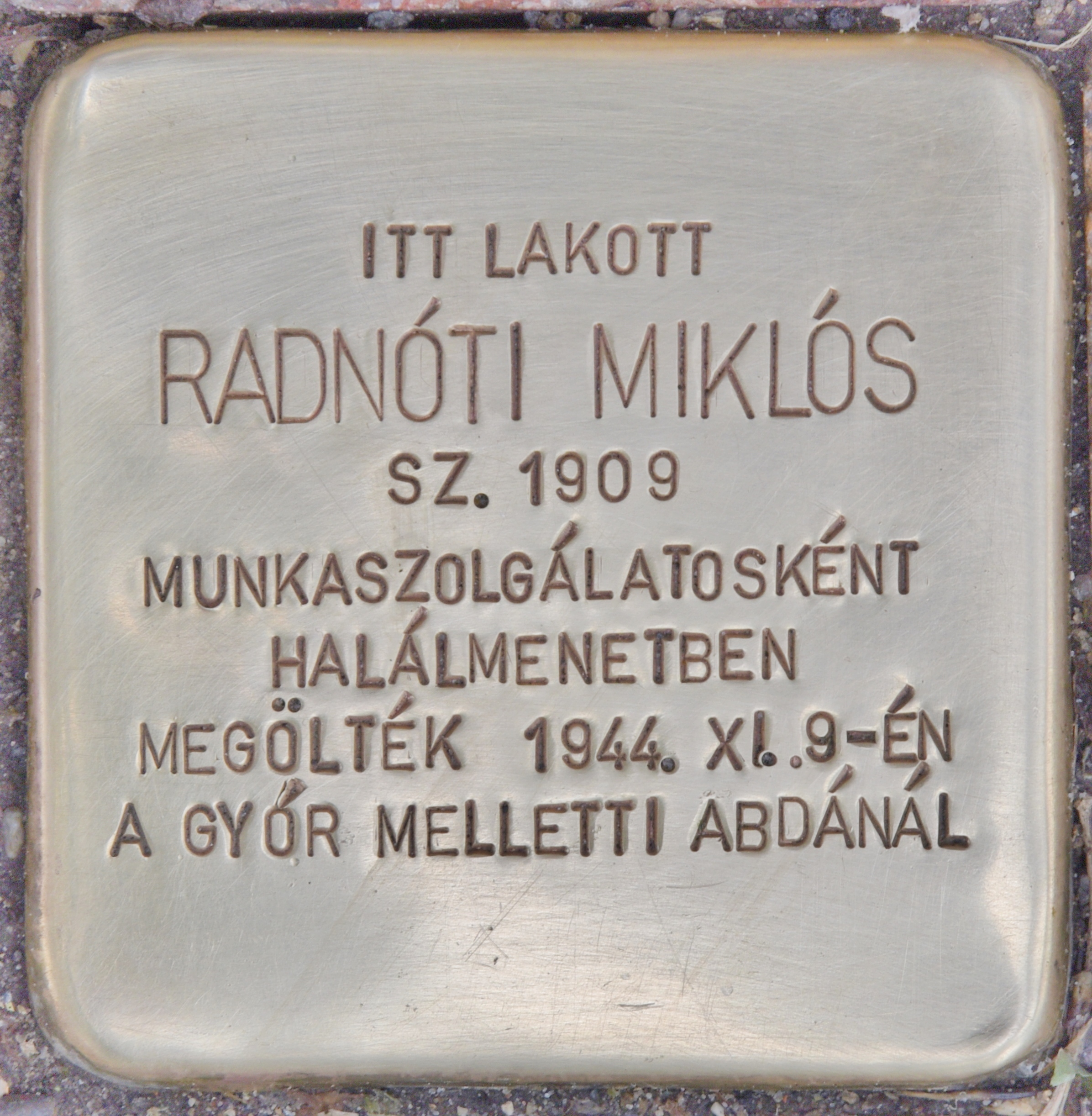
Stolperstein für Miklós Radnóti in Budapest

### Zweiter Weltkrieg, Zwangsarbeit und Tod
1941/1942 unterhielt Radnóti eine Liebesbeziehung mit der Malerin Judit Beck, einer Freundin seiner Frau, die das tolerierte.
1942 und 1943 wurde Radnóti wegen seiner jüdischen Abstammung mehrfach zum Arbeitsdienst eingezogen. Am 2. Mai 1943 ließ sich Sándor Sík Radnóti in der Szent-István-Basilika in Budapest taufen. Die Konversion aus Glaubensgründen konnten ihn und seine Frau aber nicht vor weiterer Verfolgung schützen. Im gleichen Jahr wurden seine Gedichtübersetzungen unter dem Titel Orpheus nyomában (Auf den Spuren von Orpheus) herausgegeben. Übersetzungen vor allem von Arthur Rimbaud, Stéphane Mallarmé, Paul Éluard, Guillaume Apollinaire und Blaise Cendrars.

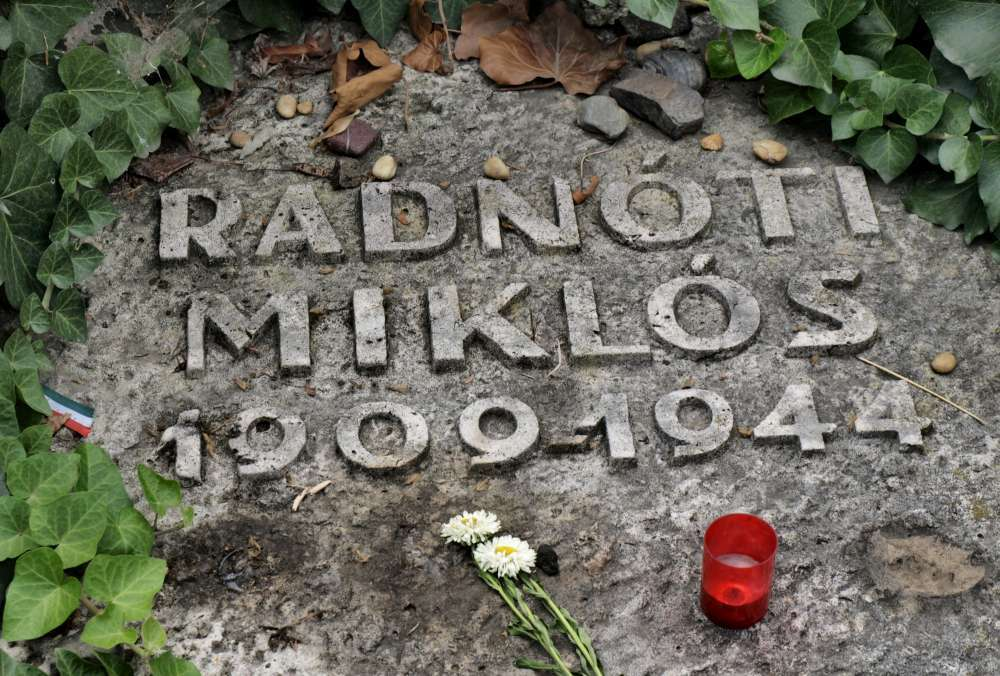
Grabstein von Miklós Radnóti

Im Mai 1944 wurde er zunächst an die ukrainische Front beordert und später im Lager Bor in Serbien interniert. Seine hier entstandenen Gedichte sammelte er in einem Notizheft ("Bori notesz"). Das Notizheft wurde bei seiner Exhumierung in seiner Jackentasche gefunden. Diese Sammlung erschien später unter dem Titel "Bori notesz" (Notizen aus Bor). Als Titos Truppen vorrückten, wurde er mit mehreren tausend jüdischen Zwangsarbeitern in Gewaltmärschen quer durch Ungarn zur österreichischen Grenze getrieben. Wie viele seiner Mitgefangenen war er den Strapazen dieses Gewaltmarsches nicht mehr gewachsen und wurde nach seinem Zusammenbruch mit 21 seiner Mitgefangenen bei Abda westlich von Györ, nahe der österreichischen Grenze, ermordet.
Das Massengrab wurde eineinhalb Jahre später, im Sommer 1946 exhumiert. Dabei wurden seine letzten Gedichte gefunden, die in der Sammlung "Tajtékos ég" (Schäumender Himmel) 1948 erschienen.

### Nachleben
Heute befindet sich sein Grabstein auf dem Kerepesi temető, einem Friedhof in Budapest. Die an dem Massengrab bei Abda aufgestellte Statue wurde 2013 geschändet.
Fanni Radnóti musste bis 1946 auf Nachrichten über ihren Mann warten. Sie setzte ihr Studium und ihre Arbeit fort und unterrichtete Französisch an der Universität für Theater- und Filmkunst. Außerdem betreute sie das Vermächtnis ihres Mannes, spendete 2008 alle Manuskripte seiner Werke, trat aber nie bei den Eröffnungsfeiern von nach Radnóti benannten Schulen auf und sprach nur einmal, 1962, mit Journalisten, wobei sie feststellte: Der Faschismus hat unser Leben verschlungen. Sie heiratete nicht mehr und lebte bis zu ihrem Tod in der Wohnung in der Pozsonyi-Straße, wo sie den Namen ihres längst verstorbenen Mannes "Dr Miklós Radnóti" nie entfernte. Sie starb im Jahr 2014 mit 102 Jahren.
Nach Miklós Radnóti ist ein ungarischer Antirassismus-Preis benannt.

## Literarisches Wirken
In seinen Gedichten vermischen sich expressionistische und avantgardistische Elemente mit klassischen Formen und einer starken Heimatverbundenheit. Bis in seine letzten Tage kritzelte er erschütternde Gedichte über sein Leben im Lager auf Notizblätter.
Einige seiner Gedichte (Nem tudhatom (1944), Erőltetett menet (1944)) gehören heute zu den Klassikern ungarischer Lyrik.

## Beurteilung
Der ungarische Schriftsteller und spätere Literaturnobelpreisträger Imre Kertész, der selbst in Auschwitz und Buchenwald war, schreibt über das Ende Radnótis:
Ich erlaube mir, mich hier auf das Beispiel des ungarischen Dichters Miklós Radnóti zu berufen, den seine letzten zehn Gedichte unbestreitbar zu einem der Großen der Weltliteratur machen. Dieser edle Geist, der, als Jude geboren, schon in früher Jugend aus ästhetischen Gründen und aus tiefer Überzeugung zum katholischen Glauben übergetreten war, hat nie seine unerschütterliche Vaterlandsliebe aufgegeben. Er verbrachte Jahre in Arbeitslagern, unter der Aufsicht von ungarischen und deutschen Henkersknechten. Am Ende, als die Alliierten vordringen, werden er und die Mitgefangenen in Gewaltmärschen Richtung Deutschland getrieben. Unterwegs befällt ihn Schwäche; der Pferdewagen, auf den die Kranken geworfen werden, verliert den Anschluß an den Zug; die Fuhrleute wollen ihre kostbaren Pferde schonen. Das ungarische Aufsichtspersonal hat sich am Abend bei der Einheit zu melden, man beratschlagt also, was mit der unerwünschten Wagenladung anzufangen ist: Die einzige Lösung scheint zu sein, die zweiundzwanzig Kranken gleich an Ort und Stelle totzuschießen. So geschieht es auch. Als das Massengrab zwei Jahre später exhumiert wurde, fand man auch die Leiche des Dichters, in seiner Manteltasche steckte noch das Notizbuch, darin die in der Lagerhaft entstandenen zehn großen Gedichte.

## Werke

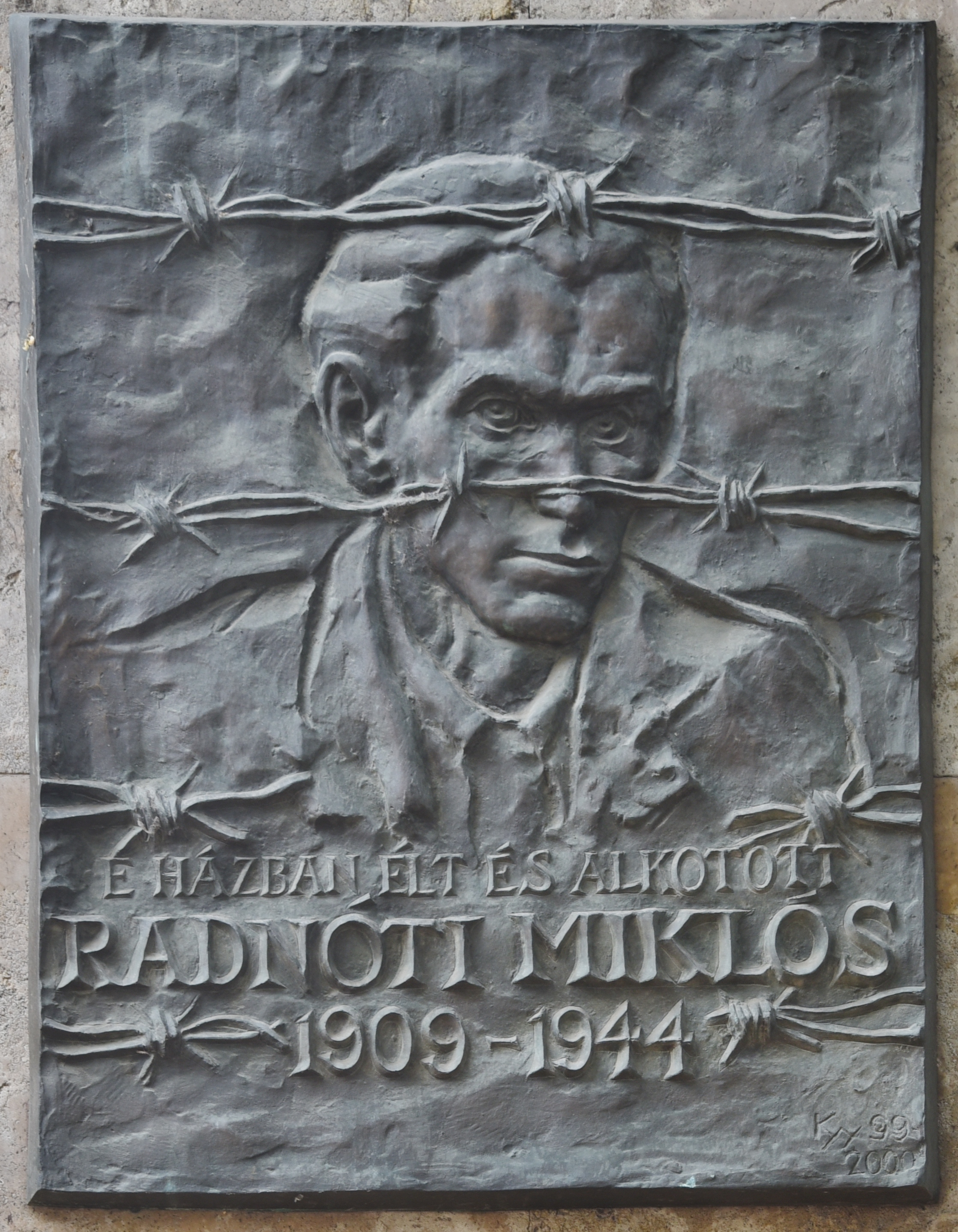
Gedenktafel für Miklos Radnoti in Budapest

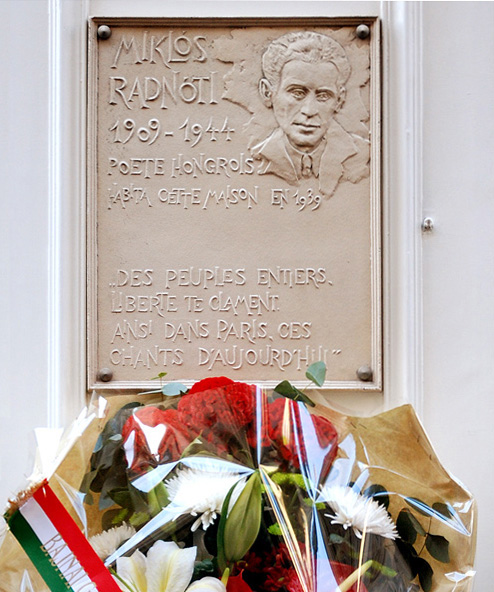
Radnóti war 1939 im Hôtel des 3 Collèges im Quartier Latin

- Pogány köszöntő (= Heidnischer Gruß) (1930)
- Újmódi pásztorok éneke (1931)
- Lábadozó szél (1933)
- Újhold (= Neumond) (1935)
- Járkálj csak, halálraítélt! (1936)
- Meredek út (1938)
- Ikrek hava (1940)
- Válogatott versek (1930–1940) (1940)
- Naptár (1942)
- Karunga, a holtak ura (übersetzte Märchen aus Afrika) (1944)
- Apollinaire versei (Gedichte von Apollinaire)
- La Fontaine meséi (Märchen von La Fontaine)

### Posthum herausgegebene Werke
- Tajtékos ég (1946)
- Bori notesz (1970)
- Napló (1989)
- Ikrek hava – Napló (2003)

### Werke in deutscher Übersetzung
- Ansichtskarten: Gedichte. Nachdichtung und Nachwort Franz Fühmann. Volk & Welt, Berlin 1967
- Gewaltmarsch. Ausgewählte Gedichte. Nachdichtungen von Markus Bieler. Corvinus Verlag Budapest 1979. ISBN 963 13 0833 2
- Offenen Haars fliegt der Frühling: Tagebücher, Gedichte, Fotos, Dokumente. Aus dem Ungarischen von Hans Skirecki – Tagebücher und Franz Fühmann – Gedichte. Hrsg. von Siegfried Heinrichs. Lucas Presse-Oberbaum, Berlin 1993. ISBN 3-928254-20-0
- Monat der Zwillinge: Prosa, Gedichte. Fotos, Dokumente. Aus dem Ungar. von Hans Skirecki, Uwe Kolbe, Franz Fühmann. Interlinearübers. Paul Kárpáti. Hrsg. von Siegfried Heinrichs. Lucas Presse-Oberbaum, Berlin 1993, ISBN 3-928254-03-0
- Kein Glück zurück, kein Zauber. Gedichte und Chronik. Nachdichtungen Markus Bieler, Chronik Ulrich Schuster, Gabriella Tuntunsisz. Hrsg. von György Dalos. Gutke Verlag Köln 1999. ISBN 978-3-928872-32-4

## Film
- Radnóti. DEFA-Studio für Dokumentarfilme 1984. Regie: Eduard Schreiber. Länge 16'30"

## Preise
- Baumgarten-Preis (1937)